# 토목의 변

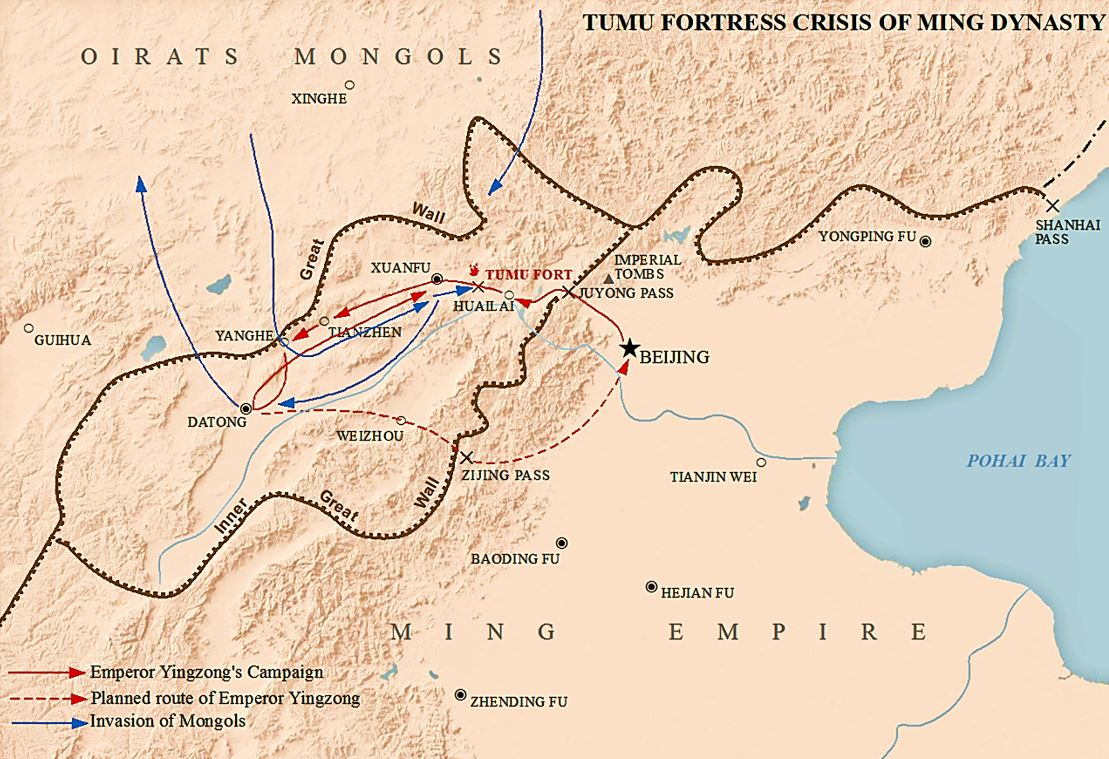

토목의 변(土木之變) 또는 토목보의 변(土木堡之變)은 명나라 정통제 14년(1449년)에 발생한 명나라와 몽골 부족을 통일한 되르벤 오이라트와의 사이에서 벌어진 전쟁이다. 이 전쟁에서 영종은 친정을 하다가 오이라트의 포로로 잡혀 중국 역사상 야전에서 포로로 잡힌 유일한 황제로 기록되었다. 토목보는 현재 장가구 화이라이 현 토목진이다.

## 배경
환관 왕진의 전횡과 더불어 명나라 초기의 안정적인 조정은 정통제 영종에 이르러 해이해지기 시작했고, 1449년에는 몽골계 부족인 오이라트(Oirāt)가 세력을 형성하고 무역의 확장을 위해 명과 교섭하였으나 여러 차례 결렬되었다.
1406년 영락제는 몽골 부족들에게 조공 무역을 허락하였는데, 마시(馬市)라는 형태로 교역을 하여 영종까지 관례화되었다. 명나라는 이들로부터 말과 가축 등 그 부산물을 수입하고, 비단 등의 의류와 식량 등을 수출하였다. 처음에는 50명 정도의 사절단 규모가 에센 때에 이르러 3,000명까지 늘어났고, 주변 위구르의 상인들까지 가세하여 무역량이 늘어나고 밀무역도 성행하였다.
이에 심각한 문제를 겪던 명나라는 오이라트 부족에 대한 무역을 제한하였고 1448년 사례감 왕진은 실제 인원에 대한 조공무역만 허용했으며, 말 값도 오이라트가 제시한 가격의 20%만 지급하였다.
이에 불만을 품은 오이라트는 정통제 14년(1449년) 명나라 변방인 산시성 다퉁으로 침입하였다.
이에 환관 왕진은 영종에게 직접 친정을 간청했으나 이부상서와 병부상서는 친정을 만류했다. 하지만 영종은 왕진의 건의를 받아들여 오이라트족을 친정하고자 50만의 군대를 이끌고 북진했으나, 50만 명의 군사 중에는 문신, 귀족 등 전쟁과 무관한 이들을 포함시켜 군대의 규모를 과시하였다.
전투에서 비정예군이 오이라트족에게 대패하였음에도 여러 군신들의 말을 듣지 않은 채 왕진이 국정을 농단하였다. 이들의 패전소식은 북경 조정에 큰 충격을 주었고, 남경 천도설이 나왔지만 병부시랑 우겸이 "남쪽으로 도망하여 멸망한 송나라의 예를 못보았느냐며 북경은 천리이므로 사수하여야 한다"라고 강력히 주장하여 조정을 안정시켰다. 하지만 사실 북경이 지리적으로 볼 때 자연적인 방어물도 별로 없고 유리한 위치가 아니었기 때문에 당시 다른 주장들이 옳지 않았는가는 의문이다. 영락제는 북방을 공격하기 위해 북경으로 수도를 옮긴 면이 크고 만리장성 역시 지리적 단점을 극복하기 위해 지어진 면도 크다.

## 결과
한편 에센족은 명군의 보급로를 차단하고 연승하였으나 환관 왕진은 이 와중에도 신하들의 충고를 무시하는 등 전횡을 일삼다가 피살당하였으며, 결국 에센군은 토목보를 포위하여 명나라 황제 영종을 잡아갔다. 중국 역사상 외적과의 전쟁 중 황제가 포로로 잡혀 간 것은 북송 시대 정강의 변으로 잡혀간 송 황제 흠종과 휘종 이후 처음으로 일어난 일이다. 이 사건을 토목의 변이라고 한다.
황제를 포로로 잡아간 에센측은 22만 명군이 집결하고 전세가 불리하게 돌아가는 것 같다는 판단이 서자, 명과의 교섭을 시작하려 하였으나 북경 조정은 영종의 이복동생인 주기옥을 새로운 황제로 옹립하니 대종 경태제이다.
에센은 북경 전투에서 에센의 최측근 지휘관인 소로, 마오나하이가 전사하고 군사력에도 상당한 피해가 발생하자 귀국을 서둘렀고 포로로 잡은 영종이 협상에 아무런 영향을 주지 못하자 아무런 조건 없이 1450년에 명나라 조정에 송환했다. 하지만 이미 이복동생인 대종이 즉위하여 황제가 되었으므로 영종은 태상황(太上皇)이 되었으나 궁에 유폐되었다.

## 같이 보기
- 칼카강 전투